# Lista șefilor de stat ai României după data decesului
| Ordinea decesului | Șef de stat                                 | Data decesului    | Ordinea în funcție | Cauza decesului |
| ----------------- | ------------------------------------------- | ----------------- | ------------------ | --------------- |
| 1                 | Alexandru Ioan Cuza                         | 15 mai 1873       | 1                  |                 |
| 2                 | Nicolae Golescu (Locotenența Domnească)     | 10 decembrie 1877 | 2                  |                 |
| 3                 | Lascăr Catargiu (Locotenența Domnească)     | 30 martie 1899    | 2                  |                 |
| 4                 | Nicolae Haralambie (Locotenența Domnească)  | 3 aprilie 1908    | 2                  |                 |
| 5                 | Carol I de Hohenzollern-Sigmaringen         | 10 octombrie 1914 | 3                  |                 |
| 6                 | Ferdinand I de Hohenzollern-Sigmaringen     | 20 iulie 1927     | 4                  |                 |
| 7                 | Carol al II-lea de Hohenzollern-Sigmaringen | 4 aprilie 1953    | 6                  |                 |
| 8                 | Petru Groza                                 | 7 ianuarie 1958   | 9                  |                 |
| 9                 | Gheorghe Gheorghiu-Dej                      | 19 martie 1965    | 11                 |                 |
| 10                | Constantin Ion Parhon                       | 9 august 1969     | 8                  |                 |
| 11                | Chivu Stoica                                | 16 februarie 1975 | 12                 |                 |
| 12                | Nicolae Ceaușescu                           | 25 decembrie 1989 | 13                 |                 |
| 13                | Ion Gheorghe Maurer                         | 8 februarie 2000  | 10                 |                 |
| 14                | Mihai I al României                         | 5 decembrie 2017  | 5/7                |                 |
| 15                | Ion Iliescu                                 | 5 august 2025     | 14/16              |                 |

### Alte liste din aceeași categorie
- Lista șefilor de stat ai României
- Lista șefilor de stat ai României în viață
- Lista șefilor de stat ai României după data nașterii
- Lista șefilor de stat ai României după durata mandatului
- Lista șefilor de stat ai României după longevitate
- Lista șefilor de stat ai României după vârsta la preluarea funcției
- Lista șefilor de stat ai României după timpul trăit după exercitarea funcției